# Persone di nome Marta
| Questa pagina contiene informazioni ricavate automaticamente dalle voci biografiche con l'ausilio del template Bio e di un bot. L'aggiornamento è periodico e automatico e ricostruisce completamente la pagina. Se manca una persona in questa lista, sei pregato di non aggiungerla, ma accertati piuttosto che la sua voce biografica contenga il template Bio e che i dati anagrafici siano correttamente compilati. Se il template Bio manca, inseriscilo tu stesso o, in alternativa, metti l'avviso {{tmp\|Bio}} che ne segnala la mancanza. Se i dati riportati sono sbagliati, correggi direttamente la voce biografica; le modifiche saranno visibili in questa lista entro pochi giorni. Per chiarimenti vedi il progetto antroponimi. La lista contiene solo le 173 persone che sono citate nell'enciclopedia e per le quali è stato implementato correttamente il template Bio. Pagina aggiornata al 6 ago 2025. |

Questa è una lista di persone presenti nell'enciclopedia che hanno il nome Marta, suddivise per attività principale.

## Altiste(1)
- Marta Morara, altista italiana (Imola, n. 1999)

## Astiste(1)
- Marta Onofre, astista portoghese (n. 1991)

## Astrofisiche(1)
- Marta Burgay, astrofisica italiana (Torino, n. 1976)

## Attiviste(1)
- Marta Lempart, attivista polacca (Lwówek Śląski, n. 1979)

## Attrici(22)
- Marta Abba, attrice italiana (Milano, n. 1900 - Milano, † 1988)
- Marta Aura, attrice messicana (Città del Messico, n. 1939 - Città del Messico, † 2022)
- Marta Bifano, attrice e produttrice cinematografica italiana (Napoli, n. 1959)
- Marta DuBois, attrice panamense (David, Chiriquí, n. 1952 - Los Angeles, † 2018)
- Marta Dusseldorp, attrice australiana (n. 1973)
- Marta Gastini, attrice italiana (Alessandria, n. 1989)
- Marta Hazas, attrice e modella spagnola (Santander, n. 1977)
- Marta Husemann, attrice e attivista tedesca (Berlino, n. 1913 - Berlino, † 1960)
- Martha Hyer, attrice statunitense (Fort Worth, n. 1924 - Santa Fe, † 2014)
- Marta Iacopini, attrice italiana (Milano, n. 1968)
- Marta Kristen, attrice norvegese (Oslo, n. 1945)
- Marta Larralde, attrice e modella spagnola (Vigo, n. 1981)
- Marta Mangiucca, attrice italiana (Roma, n. 1991)
- Marta Martin, attrice tedesca (Colonia, n. 1999)
- Marta Nieto, attrice spagnola (Murcia, n. 1982)
- Marta May, attrice spagnola (Santander, n. 1939)
- Marta Milans, attrice spagnola (Madrid, n. 1982)
- Marta Etura, attrice spagnola (San Sebastián, n. 1978)
- Marta Richeldi, attrice italiana (Venezia, n. 1970)
- Marta Torné, attrice spagnola (Barcellona, n. 1978)
- Marta Tomasa Worner, attrice, ballerina e coreografa spagnola (Barcellona, n. 1980)
- Marta Zoffoli, attrice italiana (Roma, n. 1972)

## Calciatrici(13)
- Marta Brasi, calciatrice italiana (n. 1991)
- Marta Cardona, calciatrice spagnola (Saragozza, n. 1995)
- Marta Carissimi, ex calciatrice italiana (Torino, n. 1987)
- Marta Carro, calciatrice spagnola (Cadice, n. 1991)
- Marta Corredera, calciatrice spagnola (Terrassa, n. 1991)
- Marta Mascarello, calciatrice italiana (Bra, n. 1998)
- Marta Moreno, ex calciatrice spagnola (Pamplona, n. 1982)
- Marta Pandini, calciatrice italiana (Milano, n. 1998)
- Marta Torrejón, calciatrice spagnola (Mataró, n. 1990)
- Marta Varriale, calciatrice italiana (Bagno a Ripoli, n. 1994)
- Marta Vergani, calciatrice italiana (Carate Brianza, n. 1997)
- Marta Vieira da Silva, calciatrice brasiliana (Dois Riachos, n. 1986)
- Marta Zanini, ex calciatrice italiana (Lecco, n. 1988)

## Canoiste(2)
- Marta Bertoncelli, canoista italiana (Ferrara, n. 2001)
- Marta Walczykiewicz, canoista polacca (Kalisz, n. 1987)

## Cantanti(15)
- Marta Bijan, cantante polacca (Sosnowiec, n. 1996)
- Marta Eggerth, cantante e attrice cinematografica ungherese (Makó, n. 1912 - Rye, † 2013)
- Marta Gałuszewska, cantante polacca (Elbląg, n. 1994)
- Marika, cantante e conduttrice televisiva polacca (Białystok, n. 1980)
- Marta Kubišová, cantante e attrice ceca (České Budějovice, n. 1942)
- Marta Lami, cantante italiana (Modena, n. 1947)
- Mandaryna, cantante polacca (Łódź, n. 1978)
- Sarsa, cantante polacca (Słupsk, n. 1989)
- Martika, cantante e attrice statunitense (Whittier, n. 1969)
- Marta Mason, cantante e ex calciatrice italiana (Camposampiero, n. 1993)
- Marta Roure, cantante andorrana (Andorra la Vella, n. 1981)
- Marta Soto, cantante spagnola (Punta Umbría, n. 1996)
- Marta Sánchez, cantante spagnola (Madrid, n. 1966)
- Marta Tomelli, cantante italiana (Barge, n. 1936 - Torino, † 2003)
- Marta Jandová, cantante ceca (Praga, n. 1974)

## Cestiste(15)
- Marta Čakić, ex cestista croata (Dernis, n. 1982)
- Marta Cattani, ex cestista italiana (Vicenza, n. 1973)
- Marta Fernández, ex cestista spagnola (Barcellona, n. 1981)
- Marta Jirásková, ex cestista cecoslovacca (Praga, n. 1952)
- Marta Jujka, ex cestista polacca (Poznań, n. 1988)
- Marta de Souza Sobral, ex cestista brasiliana (San Paolo, n. 1964)
- Marta Masoni, ex cestista italiana (Taranto, n. 1993)
- Marta Melicharová, cestista cecoslovacca (Praga, n. 1941 - † 2019)
- Marta Ortiz, cestista cilena (Buin, n. 1923)
- Marta Páleníková, ex cestista slovacca (Bratislava, n. 1992)
- Marta Rezoagli, ex cestista italiana (Milano, n. 1973)
- Marta Starowicz, ex cestista polacca (Dębica, n. 1960)
- Marta Verona, cestista italiana (Palermo, n. 1994)
- Marta Xargay, ex cestista spagnola (Gerona, n. 1990)
- Marta Zurro, ex cestista spagnola (Madrid, n. 1980)

## Cicliste su strada(5)
- Marta Bastianelli, ex ciclista su strada e pistard italiana (Velletri, n. 1987)
- Marta Cavalli, ciclista su strada e pistard italiana (Cremona, n. 1998)
- Marta Jaskulska, ciclista su strada e pistard polacca (Biskupiec, n. 2000)
- Marta Lach, ciclista su strada polacca (Grudziądz, n. 1997)
- Marta Tagliaferro, ex ciclista su strada e pistard italiana (Noventa Vicentina, n. 1989)

## Conduttrici televisive(1)
- Marta Flavi, conduttrice televisiva italiana (Roma, n. 1951)

## Danzatrici(1)
- Marta Romagna, danzatrice italiana (Milano, n. 1974)

## Designer(1)
- Marta Sansoni, designer italiana (Firenze, n. 1963)

## Diplomatiche(1)
- Marta Kos, diplomatica e politica slovena (Šempeter pri Gorici, n. 1965)

## Doppiatrici(1)
- Marta Filippi, doppiatrice, comica e attrice italiana (Roma, n. 1993)

## Entomologhe(1)
- Marta Grandi, entomologa italiana (Bologna, n. 1915 - Bologna, † 2005)

## Fotografe(1)
- Marta Hoepffner, fotografa tedesca (Pirmasens, n. 1912 - Lindenberg im Allgäu, † 2000)

## Ginnaste(4)
- Marta Aberturas, ex ginnasta spagnola (Gijón, n. 1974)
- Marta Baldó, ex ginnasta spagnola (La Vila Joiosa, n. 1979)
- Marta Pagnini, ex ginnasta italiana (Firenze, n. 1991)
- Marta Pihan-Kulesza, ex ginnasta polacca (Stettino, n. 1987)

## Giocatrici di beach volley(1)
- Marta Menegatti, giocatrice di beach volley italiana (Rovigo, n. 1990)

## Giocatrici di softball(1)
- Marta Gasparotto, giocatrice di softball italiana (Monfalcone, n. 1996)

## Giornaliste(5)
- Marta Boneschi, giornalista, storica e saggista italiana (Milano, n. 1946)
- Marta Harnecker, giornalista e scrittrice cilena (Santiago del Cile, n. 1937 - Vancouver, † 2019)
- Marta Hillers, giornalista tedesca (Krefeld, n. 1911 - Basilea, † 2001)
- Marta Perego, giornalista, autrice televisiva e conduttrice televisiva italiana (Desio, n. 1984)
- Marta Renucci, giornalista francese (Mausoleo, n. 1904 - Furiani, † 1997)

## Giuriste(1)
- Marta Cartabia, giurista italiana (San Giorgio su Legnano, n. 1963)

## Insegnanti(1)
- Marta Minerbi Ottolenghi, docente e scrittrice italiana (Quarto dei Mille, n. 1895 - Torino, † 1974)

## Mezzofondiste(3)
- Marta Domínguez, ex mezzofondista e siepista spagnola (Palencia, n. 1975)
- Marta García, mezzofondista spagnola (León, n. 1998)
- Marta Zenoni, mezzofondista italiana (Bergamo, n. 1999)

## Mezzosoprani(1)
- Marta Moretto, mezzosoprano italiano (Padova)

## Militari(1)
- Haviva Reik, militare britannica (Nadabula, n. 1914 - Kremnička, † 1944)

## Mistiche(1)
- Marta Robin, mistica francese (Châteauneuf-de-Galaure, n. 1902 - Châteauneuf-de-Galaure, † 1981)

## Modelle(2)
- Marta Cecchetto, modella italiana (Foligno, n. 1978)
- Marta Marzotto, modella, stilista e socialite italiana (Albinea, n. 1931 - Milano, † 2016)

## Nobili(1)
- Marta di Armagnac, nobile (n. 1347 - Saragozza, † 1378)

## Nuotatrici(5)
- Marta Fjedina, nuotatrice artistica ucraina (Charkiv, n. 2002)
- Marta Iacoacci, nuotatrice artistica italiana (Roma, n. 2000)
- Marta Kadlecová, ex nuotatrice cecoslovacca (Praga, n. 1944)
- Marta Murru, nuotatrice artistica italiana (Genova, n. 2000)
- Marta Skupilová, nuotatrice cecoslovacca (Bratislava, n. 1938 - Penticton, † 2017)

## Pallamaniste(2)
- Marta López, pallamanista spagnola (Malaga, n. 1990)
- Marta Mangué, pallamanista spagnola (Las Palmas de Gran Canaria, n. 1983)

## Pallanuotiste(2)
- Marta Bach, pallanuotista spagnola (Mataró, n. 1993)
- Marta Colaiocco, ex pallanuotista e allenatrice di pallanuoto italiana (Atri, n. 1984)

## Pallavoliste(3)
- Marta Agostinetto, pallavolista italiana (Motta di Livenza, n. 1987)
- Marta Bechis, pallavolista italiana (Torino, n. 1989)
- Marta Galeotti, pallavolista italiana (Urbino, n. 1984)

## Pattinatrici di short track(1)
- Marta Capurso, ex pattinatrice di short track italiana (Torino, n. 1980)

## Pediatre(1)
- Marta Radici, pediatra italiana (Buenos Aires, n. 1901 - Rovigo, † 1978)

## Pentatlete(1)
- Marta Dziadura, pentatleta polacca (n. 1981)

## Pilote automobilistiche(1)
- Marta García, pilota automobilistica spagnola (Dénia, n. 2000)

## Politiche(11)
- Marta Farolfi, politica italiana (Brisighella, n. 1962)
- Marta Fascina, politica italiana (Melito di Porto Salvo, n. 1990)
- Marta Grande, politica italiana (Civitavecchia, n. 1987)
- Marta Lafuente, politica e psicologa paraguaiana (Paraguay, n. 1963 - Paraguay, † 2022)
- Marta Leonori, politica italiana (Roma, n. 1977)
- Gabriela Michetti, politica argentina (Laprida, n. 1965)
- Marta Lucía Ramírez, politica e avvocata colombiana (Bogotà, n. 1954)
- Marta Rovira, politica spagnola (Vic, n. 1977)
- Marta Schifone, politica italiana (Napoli, n. 1980)
- Marta Suplicy, politica, psicologa e conduttrice televisiva brasiliana (San Paolo, n. 1945)
- Marta Vincenzi, politica e scrittrice italiana (Genova, n. 1947)

## Politologhe(1)
- Marta Dassù, politologa, storica e editorialista italiana (Milano, n. 1955)

## Principesse(3)
- Marta di Danimarca, principessa danese (n. 1277 - Næstved, † 1341)
- Marta di Svezia, principessa svedese (Stoccolma, n. 1901 - Oslo, † 1954)
- Marta Luisa di Norvegia, principessa norvegese (Oslo, n. 1971)

## Produttrici televisive(1)
- Marta Kauffman, produttrice televisiva statunitense (Filadelfia, n. 1956)

## Religiose(1)
- Marta Le Bouteiller, religiosa francese (Percy, n. 1816 - Saint-Sauveur-le-Vicomte, † 1883)

## Rugbiste a 15(1)
- Marta Ferrari, rugbista a 15 e ex judoka italiana (Verona, n. 1991)

## Saltatrici con gli sci(1)
- Marta Křepelková, ex saltatrice con gli sci ceca (n. 1991)

## Sante(1)
- Marta di Cordova, santa spagnola (Cordova, † 851)

## Scenografe(1)
- Marta Maffucci, scenografa italiana (Roma, n. 1958)

## Schermitrici(4)
- Marta Cammilletti, schermitrice italiana (Garbagnate Milanese, n. 1984)
- Marta Mart'janova, schermitrice russa (n. 1998)
- Marta Puda, schermitrice polacca (Będzin, n. 1991)
- Marta Simoncelli, schermitrice italiana (Frascati, n. 1982)

## Sciatrici alpine(4)
- Marta Antonioli, ex sciatrice alpina italiana (n. 1976)
- Marta Bassino, sciatrice alpina italiana (Cuneo, n. 1996)
- Marta Benzoni, ex sciatrice alpina italiana (Rovetta, n. 1990)
- Marta Rossetti, sciatrice alpina italiana (Salò, n. 1999)

## Scrittrici(6)
- Sibilla Aleramo, scrittrice, poetessa e giornalista italiana (Alessandria, n. 1876 - Roma, † 1960)
- Marta Ascoli, scrittrice e superstite dell'Olocausto italiana (Trieste, n. 1926 - Trieste, † 2014)
- Marta Barone, scrittrice italiana (Torino, n. 1987)
- Marta Franceschini, scrittrice e giornalista italiana (Bologna, n. 1959)
- Marta Morazzoni, scrittrice e critica teatrale italiana (Milano, n. 1950)
- Marta Sanz, scrittrice spagnola (Madrid, n. 1967)

## Scultrici(3)
- Magdalena Abakanowicz, scultrice polacca (Falenty, n. 1930 - Varsavia, † 2017)
- Marta Pan, scultrice ungherese (Budapest, n. 1923 - Parigi, † 2008)
- Marta Sammartini, scultrice e pittrice italiana (Belluno, n. 1900 - Pieve di Soligo, † 1954)

## Slittiniste(1)
- Marta Robežniece, slittinista lettone (Riga, n. 2005)

## Sollevatrici(1)
- Marta García Rincón, sollevatrice spagnola (Salamanca, n. 2003)

## Storiche(2)
- Marta Sordi, storica italiana (Livorno, n. 1925 - Milano, † 2009)
- Marta Verginella, storica italiana (Trieste, n. 1960)

## Taekwondoka(1)
- Marta Calvo Gómez, taekwondoka spagnola (Madrid, n. 1996)

## Tenniste(4)
- Marta Domachowska, ex tennista polacca (Varsavia, n. 1986)
- Marta Kostjuk, tennista ucraina (Kiev, n. 2002)
- Marta Marrero, ex tennista spagnola (Las Palmas de Gran Canaria, n. 1983)
- Marta Sirotkina, ex tennista russa (Mosca, n. 1991)

## Veliste(1)
- Marta Maggetti, velista italiana (Cagliari, n. 1996)

## Velociste(3)
- Marta Avogadri, ex velocista italiana (Treviglio, n. 1982)
- Marta Jeschke, velocista polacca (Wejherowo, n. 1986)
- Marta Milani, velocista e mezzofondista italiana (Treviglio, n. 1987)

## Senza attività specificata(1)
- Marta Tana, italiana (Chieri, n. 1550 - Solferino, † 1605)